# Automolis subrosea
Automolis subrosea là một loài bướm đêm thuộc phân họ Arctiinae, họ Erebidae.